# Heise (Familienname)
Heise ist ein deutscher Familienname. Der Name ist die norddeutsche Kurzform zum Vornamen Heidenrich, der Beherrscher der Heiden bedeutet. Andere Formen sind: Heyse, Heidenreich, Heidrich, Hädrich, Heidecke und Heiseke.

## Namensträger

### A
- Albert Heisé (1899–1951), französischer Sprinter
- Albrecht Heise (1907–1998), deutscher Sprach- und Literaturwissenschaftler
- Alfred Schneider-Heise (1891–nach 1950), deutscher Dirigent und Komponist
- Almut Heise (* 1944), deutsche Malerin, Grafikerin und Hochschullehrerin
- Aenne Heise (1895–1986), deutsche Fotografin
- Annemarie Heise (1886–1937), deutsche Malerin und Grafikerin
- Arne Heise (* 1960), deutscher Finanzwissenschaftler

### B
- Bernd Heise (* 1943), deutscher Admiral
- Bernhard Horst Heise (1925–2015), deutscher Bundesrichter am Bundesfinanzhof in München

### C
- Cäcilie Thiermann-Heise (1907–1986), deutsche Grafikerin, Malerin und Zeichnerin
- Carl Heise (Baumeister) (1888–nach 1947), deutscher Bildhauer, Architekt und Baumeister
- Carl Georg Heise (1890–1979), deutscher Kunstwissenschaftler
- Christa Heise-Batt (* 1937), deutsche Fremdsprachenkorrespondentin, Autorin und Schauspielerin
- Christian Heise (* 1936), deutscher Verleger
- Christine Heise, deutsche Musikjournalistin

### D
- Daniel Gerhard Heisius (eigentlich Heise; 1675–1747), deutscher Pastor in Arbergen
- Dieter Heise (1918–1999), deutscher Apotheker
- Dörte Helm-Heise (1898–1941), deutsche Malerin und Grafikerin

### E
- Eckhard Heise (* 1953), deutscher Schauspieler
- Elsbeth Heise (1892–1977), deutsche Krankenschwester
- Ernst Heise (1928–1996), deutscher Schauspieler

### F
- Frank Heise (1962–1995), deutscher Musiker und Komponist, siehe Bobo in White Wooden Houses
- Franz Heise (Bildhauer, 1856), deutscher Bildhauer (1856–1912)
- Franz Heise (Bildhauer, 1891), deutscher Bildhauer (1891–1963)
- Friedrich Heise (Jurist) (1784–1857 oder später), hannoverscher Obergerichtspräsident
- Friedrich Heise (Politiker) (1819–1877), Rittergutsbesitzer und Abgeordneter in Schwarzburg-Sondershausen
- Friedrich Wilhelm Heise (Politiker) (1791–1862), hannoverscher Verwaltungsjurist und Landdrost
- Friedrich Wilhelm Heise (Oberpostdirektor) (1802–1882), hannoverscher Oberpostdirektor, Ehrenbürger von Hameln
- Fritz Heise (1866–1950), deutscher Bergbauingenieur

### G
- Gabriele Heise (* 1950), deutsche Hörfunkjournalistin

- Georg Heise (Autor), deutscher Autor
- Georg Heise (Stabsarzt) (1778–1839), Königlich Hannoverscher Stabsarzt
- Georg Heise (Maler) (1900–1989), deutscher Maler
- Georg Heise (Manager) († 1914), deutscher Industriemanager und Stifter
- Georg Heise (Konstrukteur) (1874–1945), deutscher Lokomotivkonstrukteur
- Georg Arnold Heise (1778–1851), deutscher Rechtsgelehrter und Richter
- Gerd Heise (* 1953), deutscher Architekt; Gesellschafter des Architekturbüros HPP Hentrich–Petschnigg & Partner GmbH + Co. KG
- Gerhard Wilhelm Heise (* 1911–?), deutscher Urologe
- Gertraud Heise (* 1944), deutsche Journalistin und Autorin
- Gertrud Heise (* 1921–?), deutsche KZ-Aufseherin
- Gottlieb Heise (1785–1847), deutscher Orgelbauer
- Gunter Heise (* 1951), deutscher Verfahrenstechniker und Manager

### H
- Hannelore Heise (1941–2021), deutsche Grafikerin, Briefmarken- und Schriftkünstlerin
- Hanns Horst Heise (1913–1992), deutscher Offizier
- Hans Heise (Schriftsteller) (1895–1971), deutscher Schriftsteller und Drehbuchautor
- Hans-Jürgen Heise (1930–2013), deutscher Schriftsteller und Lyriker
- Hans-Michael Heise (* 1937), deutscher Oberkreisdirektor
- Harriet Heise (* 1966), deutsche Fernsehjournalistin und Moderatorin
- Heinrich Heise (Theologe) (1599–1643), deutscher evangelischer Theologe, Pastor an St. Jacobi und Georgii in Hannover
- Heinrich Heise (Pädagoge) (1904–1998), deutscher Pädagoge, Erziehungswissenschaftler und Hochschullehrer, Rektor der Pädagogischen Hochschule Göttingen
- Heinrich August Heise (1792–1851), deutscher Jurist, Vizepräsident des Hamburgischen Handelsgerichts
- Heinz Heise (Verleger) (1902–1974), deutscher Verleger und Gründer des Verlags Heinz Heise
- Heinz Heise (Architekt) (* 1927), deutscher Architekt
- Henning Heise (* 1967), deutscher Hotelier und Koch
- Henrike Heise (* 1971), deutsche Chemikerin
- Hermann Heise (1853–1925), deutscher Architekt
- Hildegard Heise (1897–1979), deutsche Fotografin
- Horst-Wolfgang Heise (1917–2008), deutscher Generalapotheker

### I
- Irene Heise (* 1956), österreichische Religionspädagogin und Autorin

### J
- Jacob Heise († 1669), deutscher Bernsteinmeister aus Königsberg (Zunftmeister 1649–1663)
- Jens Heise (* 1949), deutscher Philosophiehistoriker und Japanologe
- Joachim Heise (* 1946), deutscher Historiker
- Johann Arnold Heise (1747–1834), deutscher Politiker, Bürgermeister Hamburgs
- Johann Christoph Friedrich Heise (1718–1804), deutscher Jurist, Schriftsteller und Bibliothekar
- Josef Heise (1885–?), deutscher Bildhauer und Medailleur
- Julius Heise (* 1987), deutscher Jazzmusiker

### K
- Karl Heise (Anthroposoph) (1872–1939), deutscher Esoterik-Schriftsteller
- Karl-Heinrich Heise (1903–1962), niedersächsischer Politiker (DP/GDP/CDU)
- Katharina Heise (1891–1964), deutsche Bildhauerin und Malerin
- Katrin Heise (* 1964), deutsche Moderatorin

### L
- Lisa Heise (1893–1969), deutsche Schriftstellerin
- Lisel Heise (1919–2022), deutsche Kommunalpolitikerin (Wir für KiBo), siehe Kirchheimbolanden
- Ludwig Heise (1815–1882), deutscher Verwaltungs- und Ministerialbeamter, Parlamentarier und Unternehmer

### M
- Manfred Heise (* 1940), deutscher Politiker (CDU)
- Manka Heise (* 1977), deutsche Investigativ-Journalistin
- Margarete Berger-Heise (1911–1981), deutsche Politikerin (SPD), MdB
- Mathias Heise (* 1993), dänischer Jazzmusiker
- Matthias Heise (* 1962), deutscher Autor und Filmemacher
- Michael Heise (Dirigent) (* 1940), deutscher Dirigent, Pianist, Musikwissenschaftler, Musikpädagoge und Buchautor
- Michael Heise (Pianist) (* 1950), dänischer Jazzmusiker
- Michael Heise (Volkswirt) (* 1956), deutscher Ökonom und Finanzmanager
- Michael Szentei-Heise (* 1954), ungarisch-deutscher Jurist und jüdischer Funktionär

### O
- Otto Heise (1908–1945), deutscher Maler und Grafiker

### P
- Paul Heise (Journalist) (1908–nach 1991), deutscher Kaufmann, Journalist und Schriftsteller
- Peter Heise (1830–1879), dänischer Komponist
- Philip Heise (* 1991), deutscher Fußballspieler
- Priscilla Heise (* 1990), französische Tennisspielerin

### R
- Reiner Heise (* 1956), deutscher Schauspieler
- Rudolf Heise (1915–2002), Bremer Bürgerschaftsabgeordneter (FDP)
- Ruth Heise (* 1921), deutsche Physikerin

### S
- Sieghard Heise (* 1954), deutscher Fußballspieler
- Silke Heise (* 1969), deutsche Schauspielerin
- Stephan Heise (1883–1945), deutscher Journalist, Redakteur der Frankfurter Volksstimme

### T
- Taylor Heise (* 2000), US-amerikanische Eishockeyspielerin
- Thomas Heise (Mediziner) (* 1953), deutscher Mediziner und Sinologe
- Thomas Heise (Dokumentarfilmer) (1955–2024), deutscher Dokumentarfilmer, Autor und Theaterregisseur
- Thomas Heise (Journalist) (* 1959), deutscher Journalist
- Thorsten Heise (* 1969), deutscher Neonazi

### U
- Ulla Heise (* 1946), deutsche Autorin, Publizistin und Lektorin
- Ulrich Heise (* 1938), deutscher technischer Mechaniker
- Ursula Heise (* 1960), deutsche Literaturwissenschaftlerin

### V
- Volker Heise (* 1961), deutscher Fernsehregisseur und -produzent

### W
- Walter Heise (Widerstandskämpfer) (1899–1945), deutscher Widerstandskämpfer
- Walter Heise (Musikpädagoge) (1931–2017), deutscher Musikpädagoge
- Werner Heise (1944–2013), deutscher Mathematiker
- Wilhelm Heise (Ingenieur) (1846–1895), deutscher Ingenieur
- Wilhelm Heise (Künstler, 1892) (1892–1965), deutscher Maler und Grafiker
- Wilhelm Heise (Matrose) (1893–nach 1918), deutscher Matrose und Politiker
- Wilhelm Heise (Politiker) (1893–nach 1948), deutscher Kaufmann und Politiker (SPD)
- Wilhelm Heise (Künstler, 1897) (1897–nach 1943), deutscher Maler
- Wilhelm Heise (Pädagoge) (1897–1949), deutscher Literaturwissenschaftler und Pädagoge
- William Heise (1847–1910), US-amerikanischer Ingenieur und Kameramann
- Wolfgang Heise (1925–1987), deutscher Philosoph